# ISO 639-3
ISO 639-3是個國際語種代號標準，在2007年2月5日出版。它延伸了ISO 639-2裡的Alpha-3 code（三個字母的代號），目標是涵蓋所有的語言。所以，它是ISO 639-1的超集合。ISO 639-3是ISO 639-2個別語言的超集合，但是因為ISO 639-3沒有ISO 639-2的語言集合，所以ISO 639-3不是整個ISO 639-2的超集合。
自2005年7月30日發佈的計畫草案，共有7,602個語言條目，這些語言的來源有三個：基本資料來自ISO 639-2所收錄的個別語言，和取自《民族語》裡的現代語言調查資料。而過去歷史的各類語言及古老的語言和人工語言，則是出自語言學家列表的資料。
其中有4個代碼用來代表特殊情況：
- mis──「uncoded languages」（未編碼語言）；
- mul──「multiple languages」（多語種）；
- und──「undetermined language」（未確定的語種）；
- zxx──「no linguistic content」（没有语言内容）。

標準中亦有一個供私人使用的範圍： qaa-qtz。

## 大語言 (Macrolanguages)
在ISO 639-3代碼中，以下的語言被視為是某些其他語言的大語言（macrolanguage），即這些語言可再細分為數種以上的語言。就以漢語為例，SIL就把漢語細分為 14 種語言。
- 阿坎语（aka）
- 阿拉伯语（ara）
- 艾马拉语（aym）
- 阿塞拜疆语（aze）
- 俾路支语（bal）
- 比科尔语（bik）
- 布里亚特语（bua）
- 马里语（chm）
- 克里语（cre）
- 特拉华语（del）
- 史拉维语（den）
- 丁卡语（din）
- 多格拉语（doi）
- 爱沙尼亚语（est）自2008-043號修訂，2009年1月16日生效
- 波斯语（fas）
- 弗里西亚语（fry）
- 富拉语（ful）
- 巴亚语（gba）
- 贡德语（gon）
- 格列博语（grb）
- 瓜拉尼语（grn）
- 海达语（hai）
- 塞尔维亚-克罗地亚语（hbs）
- 苗语（hmn）
- 因纽特语（iku）
- 依努庇克语（ipk）
- 犹太-阿拉伯语（jrb）
- 卡努里语（kau）
- 卡倫金語（kln）自2007-169號修訂，2008年1月14日生效
- 孔卡尼语（kok）
- 科米语（kom）
- 刚果语（kon）
- 克佩勒语（kpe）
- 库尔德语（kur）
- 拉亨达语（lah）
- Luyia（luy）自2007-171號修訂，2008年1月14日生效
- 曼丁哥语（man）
- 马达加斯加语（mlg）
- 蒙古语（mon）
- 马来语（msa）
- 马尔瓦利语（mwr）
- 挪威语（nor）
- 奥克语（oci） 由2007年3月14日取消
- 奥吉布瓦语（oji）
- 奥洛莫语（orm）
- 普什图语（pus）
- 凯楚亚语（que）
- 拉贾斯坦语（raj）
- 吉普赛语（rom）
- 阿尔巴尼亚语（sqi）
- 撒丁语（srd）
- 斯瓦希里语（swa）
- 古叙利亚语（syr）
- 塔马奇克语（tmh）
- 乌兹别克语（uzb）
- 依地语（yid）
- 萨波特克语（zap）
- 壮语（zha）
- 汉语（zho）
- 扎扎其语（zza）

## 集合語言 (Collectives)
SIL在檢視過七千多種語言之後，發現以下11種被列在ISO 639-2的語言，它們之下所包含的語言，並非屬於同一語種，故在ISO 639-3代碼中被刪除。
- bad 班达语
- bih 比哈尔语（有一個ISO 639-1代碼 bh）
- btk 巴塔克语
- day 达雅克语
- him 喜马偕尔语
- ijo 伊乔语
- kar 克伦语
- kro 克鲁语
- nah 纳瓦特尔语
- son 桑海语
- znd 赞德语

註：比哈爾語之下有10多種語言之多，故理論上不應獲發一個ISO 639-1代碼 bh。

## 外部連結
- ISO 639-3（页面存档备份，存于）
- ISO 639-3 code retirement mappings（页面存档备份，存于）
- Linguist List - List of Ancient and Extinct Languages
- explanation by Håvard Hjulstad
- ISO 639-3 status from the ISO Website（页面存档备份，存于）